# Magical Mystery Tour (filme)
Magical Mystery Tour é um telefilme de 1967 protagonizando os Beatles, sendo o terceiro de sua filmografia. A banda também dirigiu e produziu o filme, com 53'40" de duração. Foi exibido no Brasil pela MTV Brasil.

## O projeto
O projeto de realizar um novo filme partiu de uma ideia de Paul McCartney, que compôs a letra da música título. Idealizado para ser um filme sem roteiro, o filme era uma coleção de ideias e diálogos improvisados, recheado com clips dos Beatles.

## Sinopse
A história gira em torno de Ringo Starr e sua tia Jessie, que adquirem bilhetes para um passeio (tour) em um ônibus, sem um roteiro conhecido pelos passageiros, mas considerado mágico e misterioso pelos seus organizadores (Magical Mystery Tour) . Neste passeio estão todos os Beatles e figuras pitorescas, inclusive uma criança, a jovem Nichola. Durante o roteiro turístico, mágicos (protagonizados por John, Paul, Ringo e George, além de Mal Evans) intervêm no passeio, criando situações inusitadas e algumas vezes pitorescas. Além das músicas dos Beatles, participam com número musical os membros da banda Bonzo Dog Doo Dah Band, que cantam a música "Death Cab for Cutie" durante a sessão de strip-tease, protagonizada pela stripper Jan Carson.

## Recepção
Quando estreou na BBC, no dia 26 de dezembro de 1967, o filme foi tão criticado que a segunda exibição foi cancelada. Na época, Paul McCartney até se desculpou pelo trabalho. Os críticos alegaram duas coisas na época: 
1. No filme, houve uma exagerada condescendência com as gracinhas particulares dos quatro, só eles entendiam as piadas.
2. A ausência de um roteiro ou enredo que fizesse jus à trilha sonora.

Contudo, hoje é reconhecido como um dos precursores da comédia non-sense, cujos principais realizadores são os membros do Monty Python.

## Trilha sonora
O álbum com a trilha sonora do filme foi lançado em compacto duplo (EP) na Inglaterra, no dia 8 de dezembro de 1967. O mundo acompanhou este formato, inclusive o Brasil. Somente nos Estados Unidos foi lançado uma versão em LP que continha além das músicas do EP (lado A), outras músicas que só haviam sido lançadas em 1967 em compacto simples (lado B). Posteriormente, em 1976, este formato foi lançado em outros países.

## Músicas do filme
- "Magical Mystery Tour"
- "The Fool on the Hill"
- "Flying" (música instrumental, de autoria dos quatro Beatles)
- "I Am the Walrus"
- "Blue Jay Way"
- "Death Cab for Cutie" (pela Bonzo Dog Doo-Dah Band)
- "Your Mother Should Know"
- "Hello Goodbye" (apareceu nos créditos finais)
- "Jessie's Dream"
- "All My Loving" (orquestrada como música de fundo)
- "She Loves You" (tocada durante a maratona)

## Elenco
- Jessie Robins: tia Jessie
- Ivor Cutler: Buster Bloodvessel

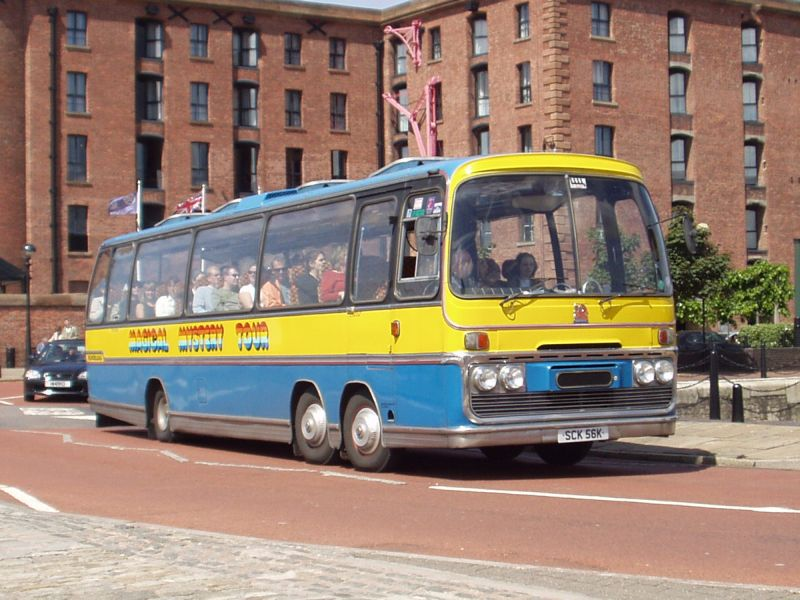
O ônibus utilizado durante as filmagens de Magical Mystery Tour

- Derek Royle: Jolly Jimmy Johnson, o guia
- Victor Spinetti: sargento recrutador
- Mandy Weet: Miss Mandy Winters, a recepcionista
- Maggie Wright: a estrelinha
- John, Paul, George e Ringo: várias caracterizações
- Mal Evans: mago e passageiro
- George Clayton: George, o fotógrafo
- Shirley Evans: acordionista
- Nat Jackley: Happy Nat
- Nichola: Nichola